# Lobidiopteryx letouzeyi
Lobidiopteryx letouzeyi là một loài bướm đêm trong họ Geometridae.